# Wykapany ojciec
Wykapany ojciec (ang. Delivery Man) – amerykański komediodramat z 2013 roku w reżyserii Kena Scotta.

## Obsada
- Vince Vaughn jako David Wozniak
- Chris Pratt jako Brett
- Cobie Smulders jako Emma
- Andrzej Blumenfeld jako Mikolaj
- Simon Delaney jako Victor
- Bobby Moynihan jako Aleksy
- Dave Patten jako Adam
- Adam Chanler-Berat jako Viggo
- Matthew Daddario jako Channing

i inni.